# 伊伦娜级防护巡洋舰
伊伦娜级防护巡洋舰（德語：Irene-Klasse）是1880年代后期由德意志帝国海军建造的防护巡洋舰舰级。该舰级由首舰伊伦娜号和末舰威廉王妃号所共同组成。她们是德国海军建造的第一批防护巡洋舰。在建造初期，两舰装备14门150（5.9英寸）主炮，最高航速为18節（33每小時；21英里每小時）。两舰都在1899年至1905年间进行现代化改装，武器装备得到升级，尤其是装备新的速射炮。
两舰都曾在东亚分舰队服役，威廉王妃号在1897年11月夺取胶州湾租借地基地的行动中扮演重要角色。两舰在20世纪之交返回德国，并一直停留在欧洲水域，直到1914年被除籍。后来，她们被降低到次要角色，并继续服役，直到1920年代早期，分别被作为废品出售。

## 设计

### 整体特征
作为德国海军第一批完全废除船帆的军舰，本级舰只水线长98.90（324英尺6英寸），总长103.70（340英尺3英寸），舷宽14.20（46英尺7英寸），吃水深6.74（22英尺1英寸）。她们的设计排水量为4,271公噸（4,204長噸），满载作战排水量为5,027公噸（4,948長噸），横向稳心高度则为0.69至0.72（2英尺3英寸至2英尺4英寸）。船体由横向和纵向肋骨结构的钢框架构成，外壳由木板构成，上面覆盖着孟茨铜板以防污。船艏下部为青铜，上部则由铁制成。船体被分成10个水密隔间，船体长度的49%采用双重底设计。
本级舰顺风行驶良好，而且操控方便。急转弯时降速较小，并且舰身只会有中等程度的滚动和倾斜。因为两舰的前甲板都存在结构缺陷，在波涛汹涌的海面上，两舰的速度只能达到全速的一半。两舰上原本配置28名军官和337名水兵，经过世纪之交的现代化改造后，舰员配置改为17名军官和357名水兵。本级舰只随舰配置有许多小型的船只，包括两艘哨船、一艘大舢板、两艘快艇式帆船、一艘轻便帆船和两艘小艇。探照灯平台设置在前桅水线上13（42英尺8英寸）的位置。

### 机械装置
伊伦娜号的推进系统包括两台卧式伍尔夫歇双缸双胀往复式蒸汽机，由四座燃煤的圆柱形双锅炉提供动力。威廉王妃号的发动机则是由日耳曼尼亚生产的。伊伦娜号配备一对直径4.50（14英尺9英寸）的三叶螺旋桨。威廉王妃号配备的则是稍大一点的4.70（15英尺5英寸）四叶螺旋桨。两舰发动机的额定功率为8,000匹指示馬力（6,000千瓦特），最高航速为18節（33每小時；21英里每小時），在9節（17每小時；10英里每小時）的速度下行程约为2,490海里（4,610；2,870英里）。两舰还配备一对发电机，以67伏特的电压产生23千瓦特（31匹馬力）的电能。威廉王妃号后来配备三台联合输出33千瓦特（44匹馬力）110伏特的发电机。而转向则由单具舵操控。

### 武器及装甲
两舰都装备4门150毫米RK L/30型的单座速射炮，随舰携带400发弹药，射程可达8,500（9,300碼）。除此之外还装载10门150毫米RK L/22型的短管速射炮，射程仅有5,400（5,900碼）。舰炮装备被六门37毫米转轮式机关炮包围。随舰还配备三具350（14英寸）鱼雷发射管，携带有八枚鱼雷，其中两具发射器安装在甲板上，第三具发射器位于船头吃水线以下。1899年至1905年间，两舰在威廉港进行现代化改造，舰载武器装备得到显著改善。其中四门L/30型速射炮被150毫米SK L/35型速射炮替换，射程增加到10,000（11,000碼）；8门105毫米SK L/35型速射炮替换L/22型速射炮，并增加6门50毫米SK L/40型速射炮。
两舰由复合钢铁装甲保护。装甲甲板厚度为20（0.79英寸）到30（1.2英寸），斜坡厚度为20（0.79英寸）。200（7.9英寸）柚木围板厚度为120（4.7英寸）。指挥塔侧面装甲厚50（2.0英寸），顶面装甲厚20（0.79英寸）。两艘舰上都装设有软木围堰。

## 服役历史

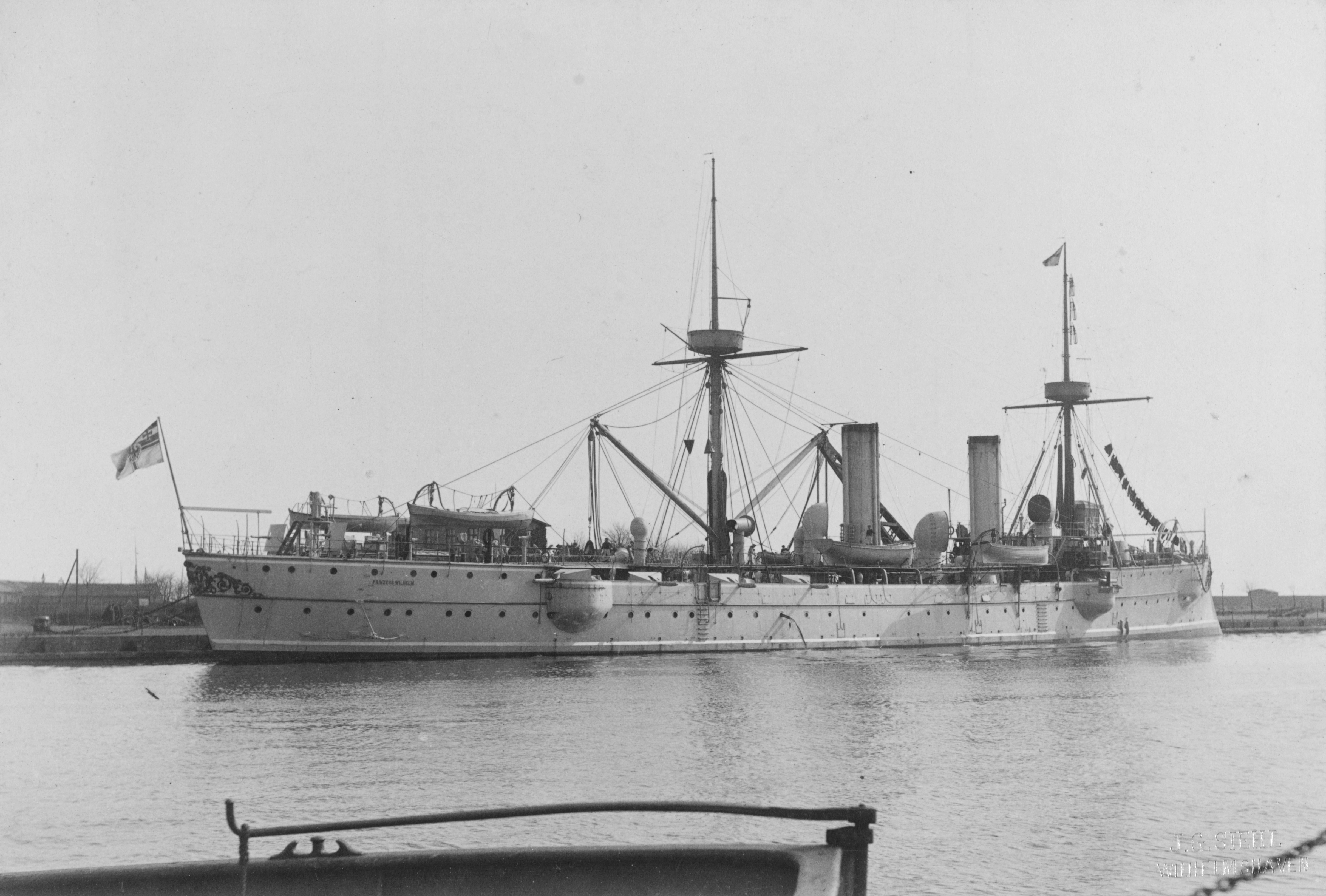
威廉王妃号

伊伦娜号是德国海军建造的第一艘防护巡洋舰。她是以“伊丽莎白号代舰”的合同名义订购的，1886年在斯德丁的伏尔铿造船厂开建。1887年7月23日下水，随后开始舾装工作。1888年5月25日，入役德国海军。威廉王妃号是以“阿里阿德涅号代舰”的名义订购的，并于1886年在基尔的日耳曼尼亚造船厂安放龙骨，于1887年9月22日下水，之后开始舾装工作。1889年11月13日竣工并加入德国海军舰列。
两舰都曾在德国本土舰队服役。伊伦娜号经常陪同威廉二世的游艇在欧洲各地巡航。1894年，伊伦娜号被派往东亚水域，第二年威廉王妃号也加入她们的舰队。1897年11月，海军上将奧托·馮·迪德里希率领威廉王妃号等3艘军舰参与对胶州湾据点的攻占。当时伊伦娜号正在码头进行引擎维护，因此她没有出现在行动中。夺取胶州湾后，巡洋舰中队被重组为东亚分舰队。在1898年美西战争期间，美国和西班牙海军分舰队之间的马尼拉湾海战刚刚结束后，两舰都出现在菲律宾。她们希望利用这次危机来夺取该地区的另一个海军基地，然而并没有成功。
威廉王妃号于1899年回到德国本土，并于1899年至1903年间进行现代化改装。1901年，伊伦娜号紧随其姊妹舰也回到德国，1903年至1905年间进行类似的升级改造。这两艘军舰一直服役到1914年初，之后她们就从一线除籍，用于执行次要任务。伊伦娜号被改装成一艘潜水艇母舰。直到1921年，她一直担任这一职务，直到1922年被当作废品卖掉并拆解。威廉王妃号于1914年2月被改为水雷废船，最终于1922年被拆解。

## 脚注

### 引文
1. 1 2 3 4 5 6 7  日本海人社，第21頁.
2. 1 2 3 4 5 6 7 8 9  Gröner，第95頁.
3. 1 2 3  Gröner，第94–95頁.
4. 1 2  Gardiner，第253頁.
5. 1 2 3  Gröner，第94頁.
6. ↑  Grießmer，第177頁.
7. ↑  Gröner，第56頁.
8. ↑  劳伦斯，第84頁
9. ↑  Sondhaus，第179, 192頁.
10. ↑  Gottschall，第161–162頁.
11. ↑  Gottschall，第157頁.
12. ↑  Gottschall，第165頁.
13. ↑  Cooling，第95–96頁.
14. ↑  Gottschall，第181頁.